# 1871-es District of Columbia Organic Act
Az 1871. évi District of Columbia Organic Act, hivatalos nevén A District of Columbiának kormányzatot biztosító törvény egy kongresszusi törvény, ami önkormányzatot biztosított District of Columbiának. Ez volt az első törvényi szabályozás, amely egységes kormányzatot hozott létre a szövetségi kerület számára, és lényegében létrehozta Washington D. C-t abban a formában, ahogy ma is létezik.

## Története
A város alapításától az 1871-es Organic Actig Washington, Georgetown és Washington megye külön-külön gyakorolt autoritást saját területe felett. A polgárháború 1861-es kitörése után a Columbia Kerület lakossága robbanásszerű növekedésnek indult a szövetségi kormány terjeszkedése és a felszabadított rabszolgák tömeges beáramlása miatt. 1870-re a terület lakossága 75%-kal nőtt, így megközelítette a 132 000 lakost.
A kongresszusi képviselők szerint a District of Columbia területén működő kormányzati egységek megfelelőek voltak, hogy kezeljék a népesség növekedését és a közállapotok romlását. A fővárosban ugyanis ekkor még mindig csak földutak voltak és a legalapvetőbb higiéniai feltételek is hiányoztak. Az állapotok annyira kilátástalanak voltak, hogy egyes törvényhozók, már a főváros áthelyezését is felvetették, de a javaslat eredménytelen maradt Ehelyett a kongresszus elfogadta az 1871-es Organic Actet, ami egy egységes kormányzatot hozott létre az egész szövetségi kerület számára, ami egy kijelölt kormányzót, egy 11 fős tanácsot és 22 tagú választott törvényhozást és egy a város rendbehozatalára felállított közmunkaügyi szervezetet foglalt magába. Ez a törvény visszavonta Washington és Georgetown egyéni alapítólevelét és összeolvasztotta őket Washington megyével egy egységes kormányzat alatt, amivel létrejött a mára egységes településsé váló Washington.
1873-ban Ulysses S. Grant elnök kinevezett egy befolyásos közmunkaügyi szakembert, Alexander Robey Shepherd-öt a terület kormányzójává. Shepherd nagyszabású önkormányzati projektekre adott engedélyt, amelyek lényegesen modernizálták a várost. A kormányzó azonban mindezzel háromszor annyi pénzt költött el, mint ami a főváros büdzséjét alkotta. Ezzel pedig csődbe vitte a várost. 1874-ben a kongresszus megszüntette a kerület kormányzatát és közvetlen hatásköre alá rendelte azt, ami utána közel száz évig így maradt, Distict of Columbia Önkormányzati Törvénye 1973-as elfogadásáig.